# Pout, Senegal

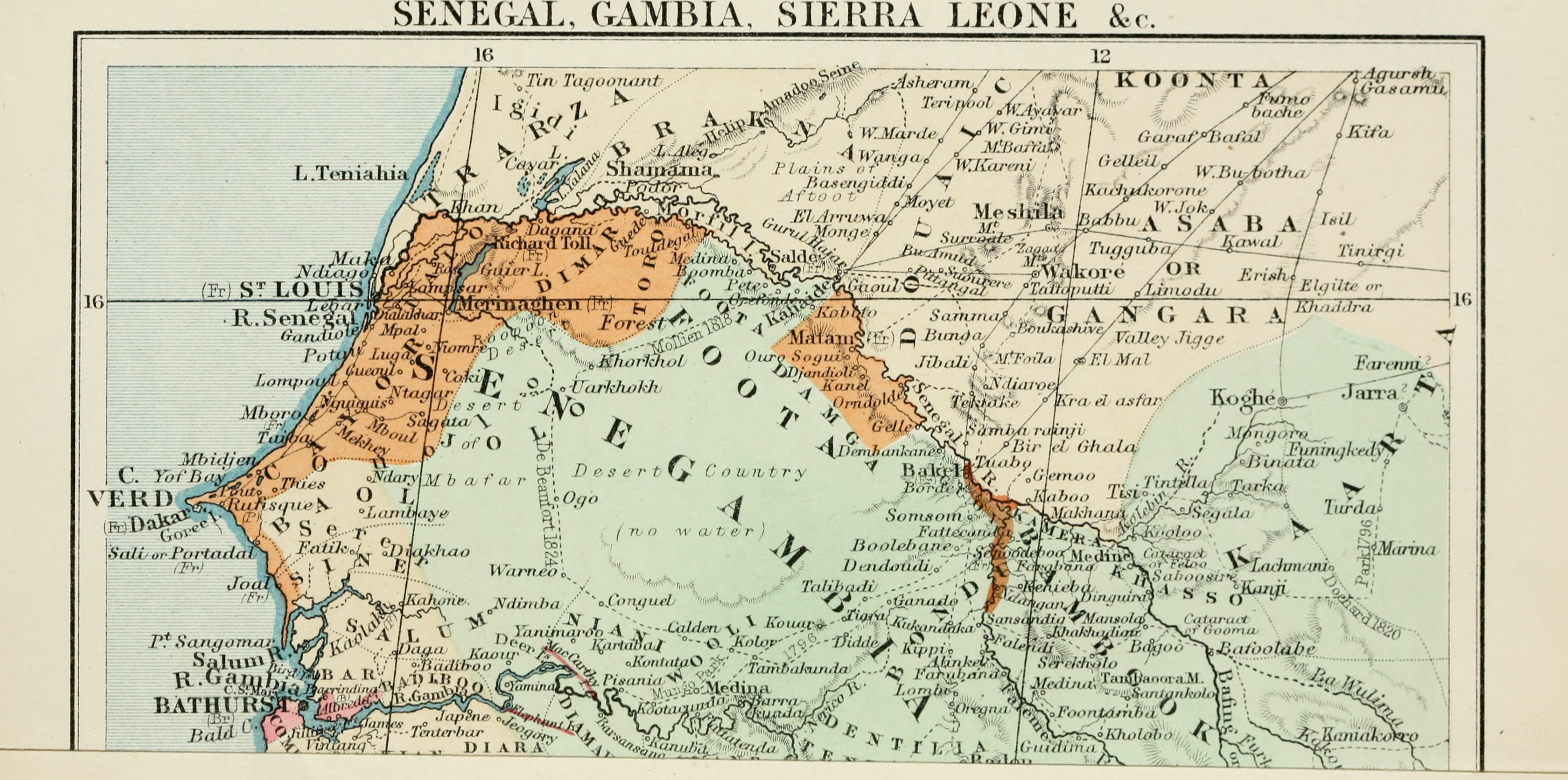
Pout, Senegal

Pout är en stad i västra Senegal, strax väster om Thiès. Den är belägen i regionen Thiès och hade 23 728 invånare vid folkräkningen 2013.